# Zoo/Stadion (stanice visuté dráhy ve Wuppertalu)
Zoo/Stadion (německy Schwebebahn Zoo/Stadion) je stanice visuté dráhy ve Wuppertalu, která se nachází nad říčkou Wupper nedaleko zoologické zahrady a stadionu týmu Wuppertaler SV.

## Charakteristika
Stanice je nadzemní se dvěma bočními nástupišti a byla otevřena 1. března 1901. Je obložena sklem, nástupiště jsou ze dřeva a plechu.